# Arianna Follis
Arianna Fernanda Follis (Ivrea, 11 de noviembre de 1977) es una deportista italiana que compitió en esquí de fondo. 
Participó en dos Juegos Olímpicos de Invierno, obteniendo una medalla de bronce en Turín 2006, en la prueba de relevo (junto con Gabriella Paruzzi, Antonella Confortola y Sabina Valbusa), y dos cuartos lugares en Vancouver 2010, en velocidad por equipo y la prueba de relevo.
Ganó cinco medallas en el Campeonato Mundial de Esquí Nórdico entre los años 2005 y 2011.

## Palmarés internacional
| Juegos Olímpicos   | Juegos Olímpicos          | Juegos Olímpicos  | Juegos Olímpicos     |
| Año                | Lugar                     | Medalla           | Prueba               |
| ------------------ | ------------------------- | ----------------- | -------------------- |
| 2006               | Turín (Italia)            | Medalla de bronce | Relevo 4 × 5 km      |
| Campeonato Mundial |                           |                   |                      |
| Año                | Lugar                     | Medalla           | Prueba               |
| 2005               | Oberstdorf (Alemania)     | Medalla de bronce | Relevo 4 × 5 km      |
| 2007               | Sapporo (Japón)           | Medalla de bronce | Velocidad individual |
| 2009               | Liberec (República Checa) | Medalla de oro    | Velocidad individual |
| 2009               | Liberec (República Checa) | Medalla de bronce | Velocidad por equipo |
| 2011               | Oslo (Noruega)            | Medalla de plata  | Velocidad individual |